# Y-8 (航空機)
西安 運輸八型（Y-8）
ミャンマー空軍のY-8
- 分類：輸送機
- 設計者：西安飛機工業公司
- 製造者：陝西飛機工業公司
- 運用者： 中国（中国空軍）他
- 初飛行：1974年12月25日[1]
- 生産数：169機（2010年）[2]
- 生産開始：1981年
- 運用状況：現役
- 派生型：

  - KJ-200
  - KQ-200

Y-8（中国語：运-8/運輸-8）とは、中華人民共和国で製造された多用途ターボプロップ4発中型輸送機である。中国人民解放軍などにおいて軍用輸送機として運用されている。輸送型のNATOコードネームはカブ (Cub)で、一部の特殊任務型にはメイド (Maid)、メイス (Mace)、マスク (Mask) が割り当てられている。

## 開発

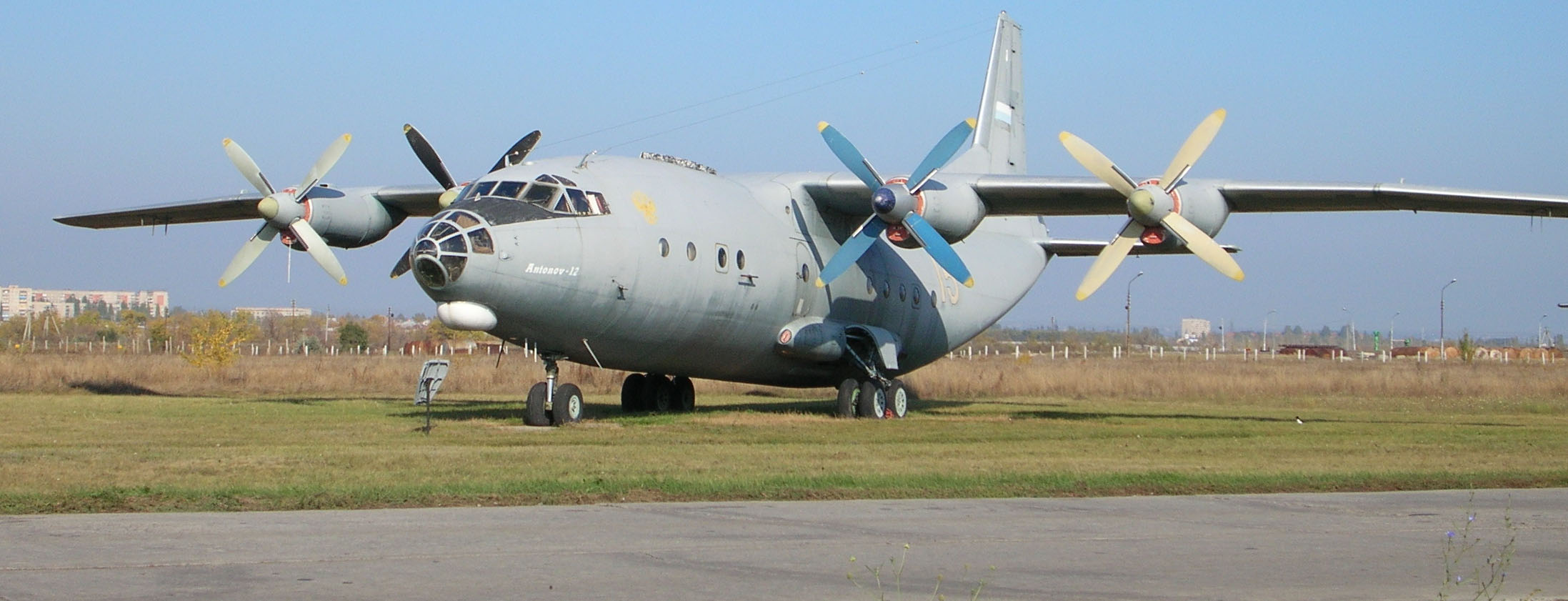
原型とされる An-12

1960年代、中国政府はソ連・ウクライナのアントノフ設計局（現ウクライナのANTKアントーノウ）の製作したAn-12B輸送機（1957年初飛行）を輸入した。
当初はライセンス生産する計画であったが、中ソ対立のためにソ連からの技術援助が打ち切られたため、その後は中国の技術陣がAn-12Bをリバースエンジニアリングして開発を続行した。開発は西安飛機工業公司において1969年から設計と開発が開始され、1974年12月に原型機が初飛行した。その後も開発は陝西飛機工業公司で続けられ、An-12が製造終了した1980年に量産機が初飛行した。

## 設計
Y-8はAn-12のデッドコピーであり、両者の区別はつけにくい。そのため、An-12の派生型の1つとされる場合もある。
主翼は高翼配置であり、エンジンは各主翼に2基ずつ取り付けられている。尾翼は通常形式であり、機首のガラス窓は航法士向けである。前期型では、機首先端にガラス窓のある細く長く尖った機首形状や4翅プロペラだが、後期型では機首先端のガラス窓が廃止され、太く短く丸みを帯びた機首形状や6翅プロペラや水平尾翼両端の補助垂直安定板の追加など、外観はむしろ発展型であるY-9に似ている。
初期の量産機は貨物室が与圧化されておらず、高度4,000m以上の人員輸送では酸素マスクが必要だった。改良型のY-8Cで貨物室が与圧化され、空中投下が可能となった。

## 運用
最初の計画開始から量産開始まで十数年かかり、人民解放軍に配備された時には既に旧式機であった。1981年から量産が開始され、2001年までに75機以上が生産されたといわれている。
Y-8の中国独自改良も行われ、1980年代にはアメリカ合衆国のロッキード社の技術協力で与圧装置を装着した旅客機タイプが開発されたほか、空挺部隊用や軍用輸送機など様々な軍事用の派生型が生産されたといわれている。そのなかには早期警戒管制機の空警200（KJ-200）があり、2006年6月3日に墜落事故を起こしたと報道された。また、Y-8Q（高新6型）と呼ばれる対潜哨戒機が開発中である。

## 派生型
本機には数多くの派生型が存在し、類似の役割を持つ航空機（例えば早期警戒管制機やELINT機）にも複数のバリエーションが存在する。加えて、同一の派生型にも複数の名称・通称が存在することから、ここでは括弧書きでそれらを併記する。
また、文献によっては一部の派生型をY-8とY-9のどちらとして取り扱うかの見解が分かれているものもあり、その旨も記載する。

### 輸送機型ほか
Y-8
基本形の軍用輸送型。
Y-8A
人民解放軍空軍のシコルスキー S-70を輸送するために改修された型。ガントリーが除去されるなど西側諸国の航空貨物規格に適合する改修が施されている。1983年に初飛行に成功し、1985年に人民解放軍空軍へ納入された。
Y-8B
中国民用航空局（CAAC）のために開発された民間型。空挺降下用の装備などが取り除かれたが、機関砲こそ搭載されていないものの、銃座はそのまま残されている。1986年に初飛行に成功したが、航空会社としてのCAACは1987年に分割されて存在しなくなったため、1993年に型式証明が発行されたのみとなった。
Y-8C
ロッキード社の支援により、貨物室の与圧能力を付与した改良型の軍用型。エンジンをゼネラル・エレクトリック CT7に換装する計画もあったが、1989年の六四天安門事件に伴う米中関係の悪化で頓挫した。1990年に初飛行し、1994年に納入された。
Y-8D / Y-8D II
コリンズのアビオニクスを装備した輸出型。1987年に初飛行し、同年に引き渡された。1992年には西側のアビオニクスを装備した改良型のY-8D IIが登場した。ミャンマー空軍とスーダン空軍に輸出された。
Y-8F
国内の僻地へ家畜を輸送する目的で開発された、家畜運搬専用型。非武装。家畜輸送用に与圧/温度調節装置を装備しており、350匹のヤギやヒツジを輸送可能。1988年（あるいは1990年）に初飛行に成功し、1994年に型式証明を取得した。
Y-8F-100
中国郵政航空向けに開発された郵便輸送機。非与圧の区画がある。
Y-8F-200 (Y-8F-201)
胴体を 2.2 m 延長したストレッチ型。全ての区画が与圧された改良型。人員搭乗区画が削減され、より多くの貨物が搭載できるようになった。
Y-8F-200W
ミャンマーやベネズエラなどへの輸出型。
Y-8F-200WA
カザフスタンへの輸出型。2018年から受領が開始された。
Y-8F-300
ノーズ下部に存在した窓（航法士席）が撤去され、3名（操縦士2名と機関士1名）で運航できるようになった。コリンズのTWR-850レーダーが装備されている。
Y-8F-400
外見上はY-8F-300とあまり変わらないが、貨物室が与圧型となっている。試作機は2001年に初飛行した。
Y-8F-600
ANTKアントノフおよびプラット・アンド・ホイットニーの協力で実現した近代化された改良型。
グラスコックピット化により乗員2名で運用可能。胴体後部が直線的ではなく丸みを帯びているという外観上の特徴がある。また、最大離陸重量が65トンに増加している。
エンジンはプラット・アンド・ホイットニー・カナダ製のPW-150Bに換装されている。
2000年から試作機の製造が始まったが、設計上の問題が長期化し、初飛行は2005年に実施された。
- 中国郵政航空のY-8F-100
- ベネズエラ空軍のY-8F-200

### 特殊任務機
Y-8E
無人機の母機として運用されていたTu-4の置き換えのために、通常のY-8を改造する形で製造された。1988年に設計が開始され、1990年10月に無人機の発射実験に成功した。
Y-8X (Y-8 MPA)
対潜哨戒機（Maritime Patrol Aircraft）型。Litton Canada製AN/APS-504(V)レーダーなど、西側のアビオニクス、ミッション機器を搭載している。また、一部の機体はELINT用の装備がある。1984年に人民解放軍海軍に引き渡された。"X" は巡（Xun）の略。
Y-8 AEW
Y-8F-400をベースにした早期警戒機。後述するKJ-200と同時期に開発が行われていたが、こちらは円盤形のレドームを搭載している。2005年に存在が明らかになった。
ZDK-03 (Y-8P)
輸出型の早期警戒機。Y-8 AEWと異なり、Y-8F-600がベースとなっている。パキスタン空軍が運用中で、カラコルム・イーグル（Karakoram Eagle）と称される。
Y-8J AWACS
洋上監視/早期警戒機型。1996年に購入したGEC-マルコーニ製のアーガス2000 (スカイマスター)を搭載し機首が大型化している。貨物室はミッションルームとなり、与圧されカーゴランプは廃止された。また、敵の航空機を迎撃するため、6機の味方航空機を管制する事が可能で、船舶や潜水艦の上方をデータリンクで提供できる。2000年に上海近郊でその存在が明らかになった。KJ-200より能力に劣るとされるが、2020年時点で少なくとも4機が人民解放軍海軍によって運用されている。NATOコードネームはマスク （Mask）。
自衛隊（統合幕僚監部）はY-8 早期警戒機と称している。
Y-8H
空中測量/画像偵察の観測機（survey aircraft）とされるが、詳細は明らかになっていない。
Y-8 地球物理学探査機 (Geophysical Survey Aircraft)
尾部に磁気探知機 （MAD）を搭載し、磁場を測定する機体。奥凱航空所属の民間機（機体記号: B-4071）が運航されていたことが記録されている。
Y-8AF
Y-8F-600をベースにした対潜哨戒機（ASW）とされ、尾部に磁気探知機が搭載されたほか、コクピット上方にプローブが装備されている。詳細は明らかになっていない。
- Y-8J
- パキスタン空軍のZDK-03

### 「高新プロジェクト」シリーズ
1990年代後半からY-8を母機として、特殊任務機などのハイテク機が相次いで開発・製造された。この計画は高新プロジェクトと呼ばれ、高新（Gaoxin）と略される。文献によっては英訳のHigh Newと称され、例えばGX-1を”High New 1”と表記することもある。
なお、プロジェクト番号と機種名は文献によってばらつきがあるが、本稿では基本的にYefim GordonおよびJ. Michael Dahmの分類に準拠する。
Y-8CB (GX-1, 高新1号)
Y-8F-200ベースのCOMMINT情報収集機。胴体の後方上部に大型アンテナ、前部上方に小型アンテナ、下部に小型のアンテナ群が設置されている。本機をY-8CAと称する文献もある。
自衛隊はY-8 情報収集機と称している。
Y-8DZ (Y-8 ELINT、GX-1 Variant, 高新1号派生型)
Y-8CBの派生型とされるELINT型。Y-8CBとはアンテナ配置が異なる。
台湾国防部はY-8 ELINT（運-8電偵機）と称している。
Y-8JB (Y-8 ELINT, GX-2, 高新2号)
Y-8F-200ベースで電子偵察機材を搭載したELINT機。
自衛隊はY-8 情報収集機と称している。
Y-8G (Y-8 EW, GX-3, 高新3号)
電子戦/情報収集機型。Y-8F-200をベースにしているが、胴体後部はY-8F-600のように丸みを帯びたものになっている。胴体前部側面に大型のアンテナが装備されているほか、垂直尾翼の上部にもアンテナが追加されている。
台湾国防部はY-8 EW（運-8 遠干機）、自衛隊はY-8電子戦機と称している。
Y-8T (GX-4, 高新4号)
Y-8F-400をベースにした空中コマンドポスト機。
ELINT機であるとする見方もある。
台湾国防部はY-8 C3（運-8 指通機）と称している。
KJ-200 (Y-8W, 空警-200, GX-5, 高新5号)
人民解放軍空軍が運用する早期警戒機。人民解放軍海軍向けの機体はKJ-200Hと称される。機体上部に平均台のような形状のアンテナを装備しているのが特徴。Y-8 AEWと同様に、安定性を増加させるために水平尾翼の翼端に垂直の部品が追加されている。開発にはイスラエルの技術供与があったが、アメリカの圧力で中断したため、自力で6枚プロペラとレーダー、追加安定板を開発したという。
試作機初号機はY-8F-200をベースにしたもので、2001年に初飛行した。2機目の試作機からベースがY-8F-600に変更されている。2009年の軍事パレードに登場した。Y-9シリーズに分類されることもある。
改良型としてKJ-200AとKJ-200Bが存在する。
台湾国防部はKJ-200 AEW&C、自衛隊はY-8 早期警戒機と称している。
KQ-200 (Y-8 ASW, Y-8Q, Y-8FQ, GX-6, 高新6号)
対潜哨戒機。性能はP-3Cに近いと推測されている。動力は渦奨6C（WJ-6C）ターボプロップ（5,100hp）を4発搭載し、航続距離は5,000km以上、最大速度は650km/hで5t以上の兵器を搭載することができる。機首下部の大型レドームには洋上捜索用レーダーを、胴体下部には光学/赤外線探査装置ターレットを搭載し、尾部には磁気探知機を収納するためのテイルブームを備えている。2017年から運用を開始し、2019年には全艦隊（北海艦隊、東海艦隊及び南海艦隊）に配備されており、2021年までに50機程度が就役していると推定されている。Y-9シリーズに分類されることもある。
台湾国防部はY-8 ASW（運-8 反潜機）、自衛隊はY-9 哨戒機と称している。
Y-8XZ (GX-7, 高新7号)
心理戦機。有事の際、敵国のラジオやテレビ放送などをジャックし、宣伝放送を流す目的で運用される。胴体後部に片側2基ずつ、合計4基の板状のアンテナが装備されている。
Y-9JB (Y-9JZ, GX-8, 高新8号)
SIGINT/ELINT型。基本的にY-9に分類されることが多いが、台湾国防部はY-8として分類している。
- Y-8CB (GX-1)
- Y-8DZ (GX-1派生型)
- Y-8JB (GX-2)
- Y-8G (GX-3)
- Y-8T (GX-4)
- KJ-200 (GX-5)
- KQ-200 (GX-6)

### 計画のみ
- Y-8G IFR - 空中給油機（IFR Tanker）[7]。
- Y-8 ガンシップ型[7]
- ZDK-06 - KJ-200の輸出型として提案されたもの。2016年の中国国際航空宇宙博覧会で発表された[35]。

## 性能要目(Y-8)
- 乗員：2-5 名（形式によって異なる）
- 全長：34.02 m
- 全幅：38.0 m
- 高さ：11.6 m
- 翼面積：121.9 m2
- 空虚重量：35,490 kg
- 最大離陸重量：61,000 kg
- エンジン：渦奨6（WJ-6）(en) ターボプロップ（4,250 shp）×4
- 最大速度：660 km/h
- 巡航速度：550 km/h
- 航続距離：5,615 km
- 貨物室:奥行15.7m × 幅3.0m × 高さ2.6m（翼下高2.25m）
- 最大積載量:15 t
- 武装：23-1 23 mm機関砲×2 *軍用型のみ[36]

## 事故
- 2017年6月7日、ミャンマー国軍が運用していたY-8F200型機が、同国南部沖のアンダマン海上空で消息不明となった。これまでに、軍人やその家族、乗員など92名の遺体が発見されているが、依然として32名の安否が不明[37][38]。

## 採用国
中華人民共和国
 カザフスタン
 ミャンマー
 パキスタン
 スリランカ
 スーダン
 タンザニア
 ベネズエラ

## 登場作品
『コール オブ デューティ ゴースト』
連邦軍の機体として登場。キャンペーン「The Hunted」にてアメリカ軍のC-17を襲撃する。キャンペーン「All Or Nothing」ではガンシップ化された機体が登場。架空のアーレイ・バーク級ミサイル駆逐艦「カロライナ」を撃沈後、架空のジェラルド・R・フォード級航空母艦「リベレーター」を攻撃するが、対空火器によって逆に撃墜される。